# Lysimachia deltoidea
Lysimachia deltoidea là một loài thực vật có hoa trong họ Anh thảo. Loài này được Wight mô tả khoa học đầu tiên năm 1850.